# Lithocarpus daphnoideus
Lithocarpus daphnoideus (Blume) A.Camus – gatunek roślin z rodziny bukowatych (Fagaceae Dumort.). Występuje naturalnie w Indonezji oraz Malezji (w stanach Perak, Kelantan i Pahang). 

## Morfologia
PokrójZimozielone drzewo dorastające do 22 m wysokości. Pień czasem w korzeniami podporowymi.
LiścieBlaszka liściowa jest nieco skórzasta i ma podłużnie eliptyczny kształt. Mierzy 9,9–12,7 cm długości oraz 3,3–7,6 cm szerokości, ma rozwartą lub ostrokątną nasadę i ostry lub spiczasty wierzchołek. Ogonek liściowy jest nagi i ma 7–10 mm długości. Przylistki mają równowąski kształt.
OwoceOrzechy o jajowato stożkowatym kształcie, dorastają do 17–25 mm długości. Osadzone są pojedynczo w kubeczkowatych miseczkach.

## Biologia i ekologia
Rośnie w lasach, na terenach nizinnych.